# Католики-традиционалисты
Католики-традиционалисты — консервативные представители Католической церкви, которые убеждены в необходимости восстановления многих обычаев, традиций, литургических форм и изложения учения Католической церкви, существовавших до Второго Ватиканского собора (1962—1965).
Делятся на несколько групп:
- Седевакантисты — не признают римских пап после Пия XII, и разбиты в организационном смысле на несколько юрисдикций, которые чаще всего признают друг друга.
- Священническое братство св. Пия Х — сторонники архиепископа Марселя Лефевра, которые почитают римских пап, однако отказываются подчиниться им административно.
- Католики-традиционалисты, которые поддерживают общение с Римом, но в литургической жизни используют чин Тридентской мессы (например, Братство Святого Петра).

Среди кардиналов сторонником и сочувствующим католикам-традиционалистам являлся покойный австрийский кардинал Альфонс Штиклер.